# Sulztalferner
Der Sulztalferner ist einer der größten Gletscher der Stubaier Alpen. Er befindet sich am Ende des Sulztals nördlich des Windacher Daunkogels (3351 m) sowie östlich der Wilden Leck (3361 m). Im Zeitraum zwischen 1997 und 2006 hat der Sulztalferner 0,32 km² an Fläche eingebüßt, dies war der größte absolute Flächenverlust der österreichischen Gletscher der Stubaier Alpen.
Das Nährgebiet des Gletschers wird im Nordwesten eingerahmt von den Wütenkarspitzen (bis 3244 m), die durch Wütenkarsattel vom Nordwestgrat des Windacher Daunkogels getrennt sind. Der von dessen westlichem Vorgipfel, dem Westlichen Daunkogel (3300 m), nach Norden zu Daunscharte und Daunjoch ziehende Grat bildet die östliche Umrahmung des Nährgebiets des Gletschers. Im weiteren Verlauf dieses Grats ragt der Hintere Daunkopf (3225 m) auf. Vom Südgrat der Wilden Leck ausgehend fließt dem Sulztalferner noch der kleine Wilde-Leck-Ferner von Westen zu.
Der Sulztalferner gehört zu den drei Tiroler Gletschern, bei dem die Grünalgenart Mesotaenium berggrenii als Kryokonit nachgewiesen wurde. Im Gegensatz zum durch Schneealgen verursachten roten Schnee sind von solchen Grünalgen besiedelte Flächen mit bloßem Auge kaum zu erkennen, weil diese Algen nur im günstigsten Fall eine schwärzlich-dunkelbraune Färbung verursachen, die im Sonnenlicht einen dunkelvioletten Stich aufweisen kann.

## Karte
- Alpenvereinskarte Blatt 31/1, 1:25.000, Stubaier Alpen, Hochstubai. ISBN 3-928777-08-4.